# 유누스 엠레 문화원
유누스 엠레 문화원(튀르키예어: Yunus Emre Enstitüsü)는 2007년에 설립된 터키의 비영리 단체로, 터키 정부에 의해 설립된 공적인 국제 문화 교류 기관이며 각국의 터키어 보급과 터키-외국 간 교육·문화 교류를 목적으로 하고 있다. 앙카라에 본부가 있다.